# Districtul Märkisch-Oderland
Districtul Märkisch-Oderland este un district administrativ rural (în germană Landkreis) situat în landul Brandenburg, Germania.

## Orașe și Comune
Altlandsberg; Alt Tucheband; Bad Freienwalde; Beiersdorf-Freudenberg; Bleyen-Genschmar; Bliesdorf; Buckow; Falkenberg; Falkenhagen; Fichtenhöhe; Fredersdorf-Vogelsdorf; Garzau-Garzin; Golzow; Gusow-Platkow; Heckelberg-Brunow; Höhenland; Hoppegarten; Küstriner Vorland; Lebus; Letschin; Lietzen; Lindendorf; Märkische Höhe; Müncheberg; Neuenhagen; Neuhardenberg; Neulewin; Neutrebbin; Oberbarnim; Oderaue; Petershagen-Eggersdorf; Podelzig; Prötzel; Rehfelde; Reichenow-Möglin; Reitwein; Rüdersdorf bei Berlin; Seelow; Strausberg; Treplin; Vierlinden; Waldsieversdorf; Wriezen; Zechin; Zeschdorf.